# Kamzičník rakouský
Kamzičník rakouský (Doronicum austriacum) je vytrvalá horská bylina, která může být až přes metr vysoká a v letním období mívá velké žluté květní úbory. Je to jediný původní druh rodu kamzičník v české přírodě.

## Rozšíření
Vyskytuje se v horských oblastech střední a jižní Evropy a v Malé Asii. V Evropě roste v Pyrenejích, východních Alpách, Sudetech, Karpatech a pohořích na Balkánu. V České republice je rozšířen ve dvou oddělených oblastech. Prvá se rozkládá na Šumavě a v Novohradských horách odkud okolo Vltavy zasahuje do vnitrozemí a druhá v Orlických horách, Králickém Sněžníku, Rychlebských horách, Jesenících a v Beskydech, tyto oblasti tvoří severní hranici rozšíření druhu. Rozdělení do dvou arel je dáno rozdílnými migračními proudy po ukončení poslední doby ledové.

## Ekologie
Hemikryptofyt rostoucí na hlubších půdách dostatečně zásobených živinami a humusem. Vyskytuje se ve světlých lemech křovin a na pasekách lesů, na březích vodních toků i v ledovcových karech, převážně na mírně kyselé půdě. Kamzičník rakouský je morfologicky proměnlivý druh, hlavně co se týče ochlupení, počtu a velikosti úborů i tvaru nažek.

## Popis
Vytrvalá bylina se silným a tupě ukončeným nevětveným oddenkem z kterého vyrůstají 30 až 150 cm dlouhé lodyhy a přízemní listy. Listy jsou řapíkaté, srdčitého tvaru, po obvodě jsou pilovité a v době kvetení již obvykle suché. Lodyhy jsou v  průřezu hranaté, přímé a v horní části chlupaté a větvené. Lodyžní listy mívají čepele velké 6 -19 × 4 - 12 cm, větší spodní s krátkými řapíky jsou srdčité, menší střední a horní jsou přisedlé, mírně objímavé, kopinaté a po obvodě celokrajné či zubaté, nejhořejší přecházejí v listeny.
Na koncích větví vyrůstají nápadné květní úbory (2 až 16 kusů) mající 3 až 7 cm v průměru. Uprostřed květního lůžka jsou drobné oboupohlavné květy se žlutou trubkovitou korunou a po obvodě v paprsku samičí jazykovité květy s dlouhými úzkými žlutými ligulami. Zákrov je tvořen dvěma až třemi řadami kopinatých listenů. Rostliny kvetou od června do srpna, květy jsou opylovány hmyzem.
Plody jsou olivově hnědé dvojaké nažky, z trubkovitých květů jsou ochmýřené a dlouhé 2 mm, z jazykovitých květů jsou bez chmýru a o polovinu delší. Chmýr je bílý a bývá dlouhý okolo 4,5 mm. Ploidie druhu je 2n = 60.

## Ochrana
Populace kamzičníku rakouského jsou v přírodě ČR poměrně stabilní, nejvíce rostliny ohrožují nezodpovědní turisté při trhání „polních květů“ a zahrádkáři přesazováním do svých skalek. V „Červeném seznamu cévnatých rostlin České republiky“ z roku 2012 je klasifikován jako vzácnější druh vyžadující další pozornost (C4a) a „vyhláškou Ministerstva životního prostředí ČR č. 395/1992 Sb. ve znění vyhl. č. 175/2006 Sb.“ dokonce jako druh ohrožený (§3).

## Galerie

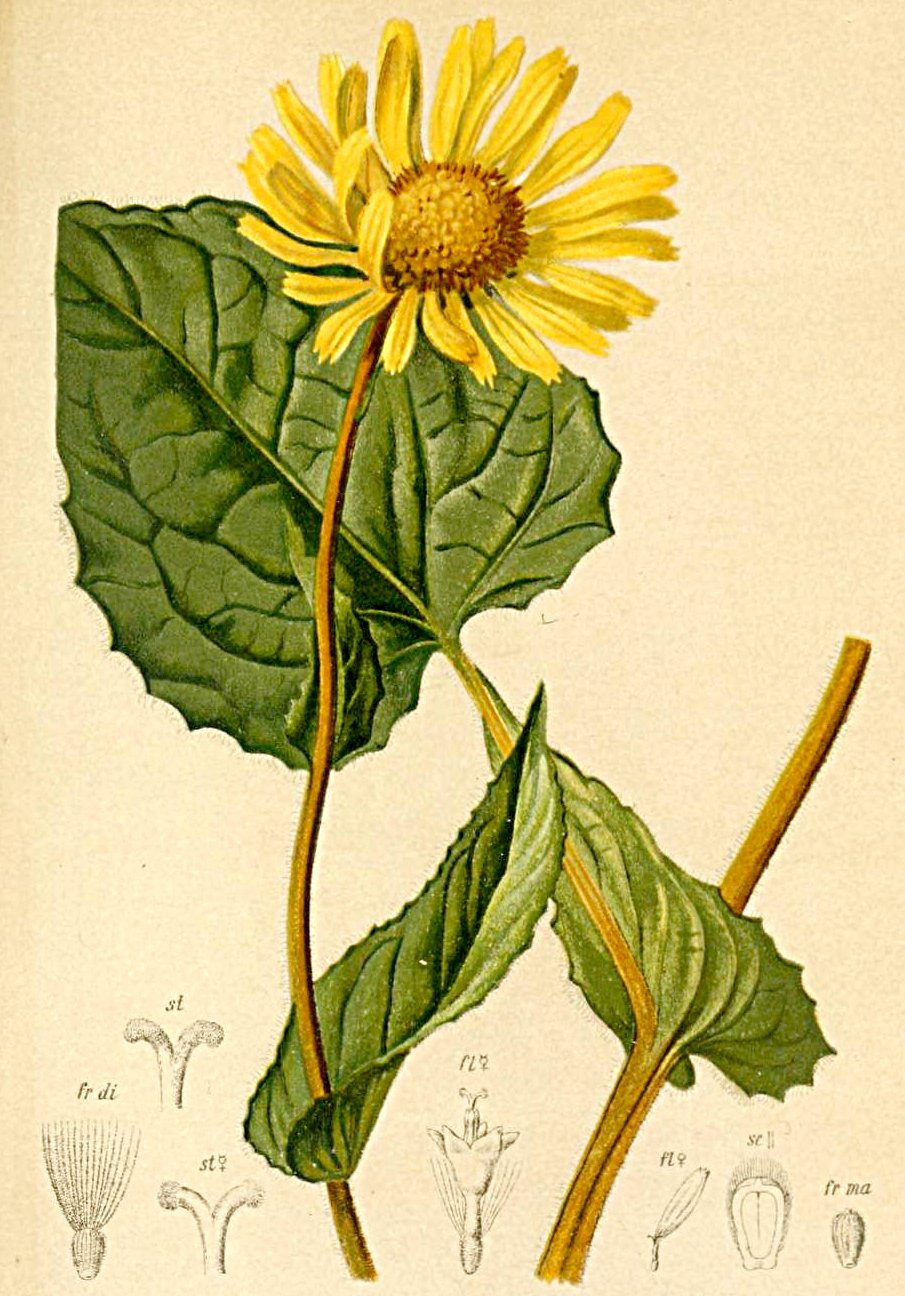
Nákres rostliny
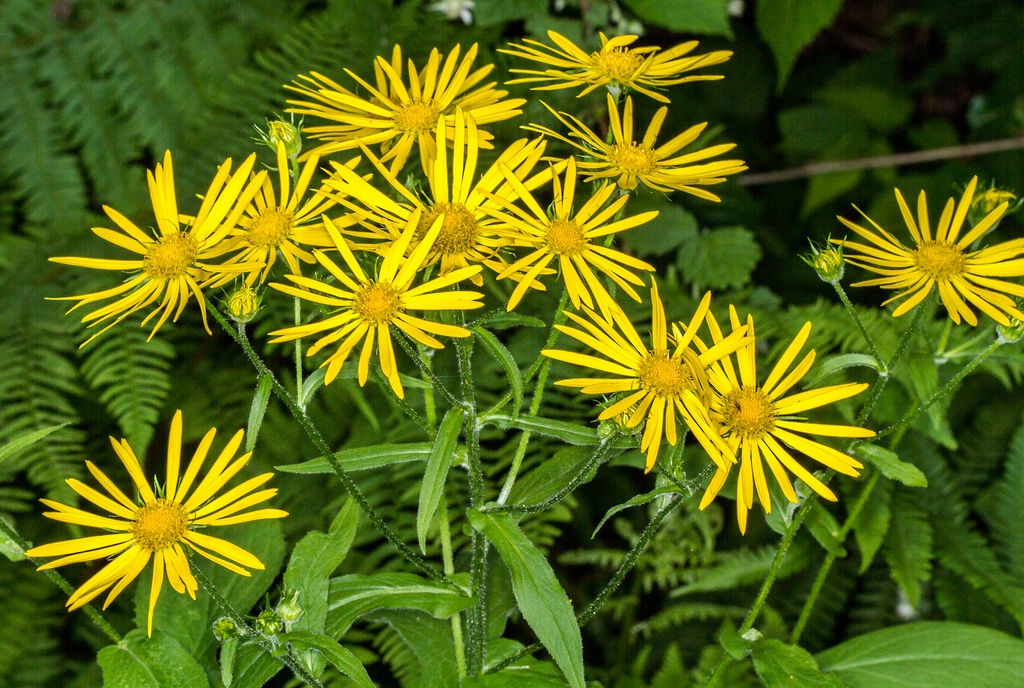
Nakvetlá rostlina
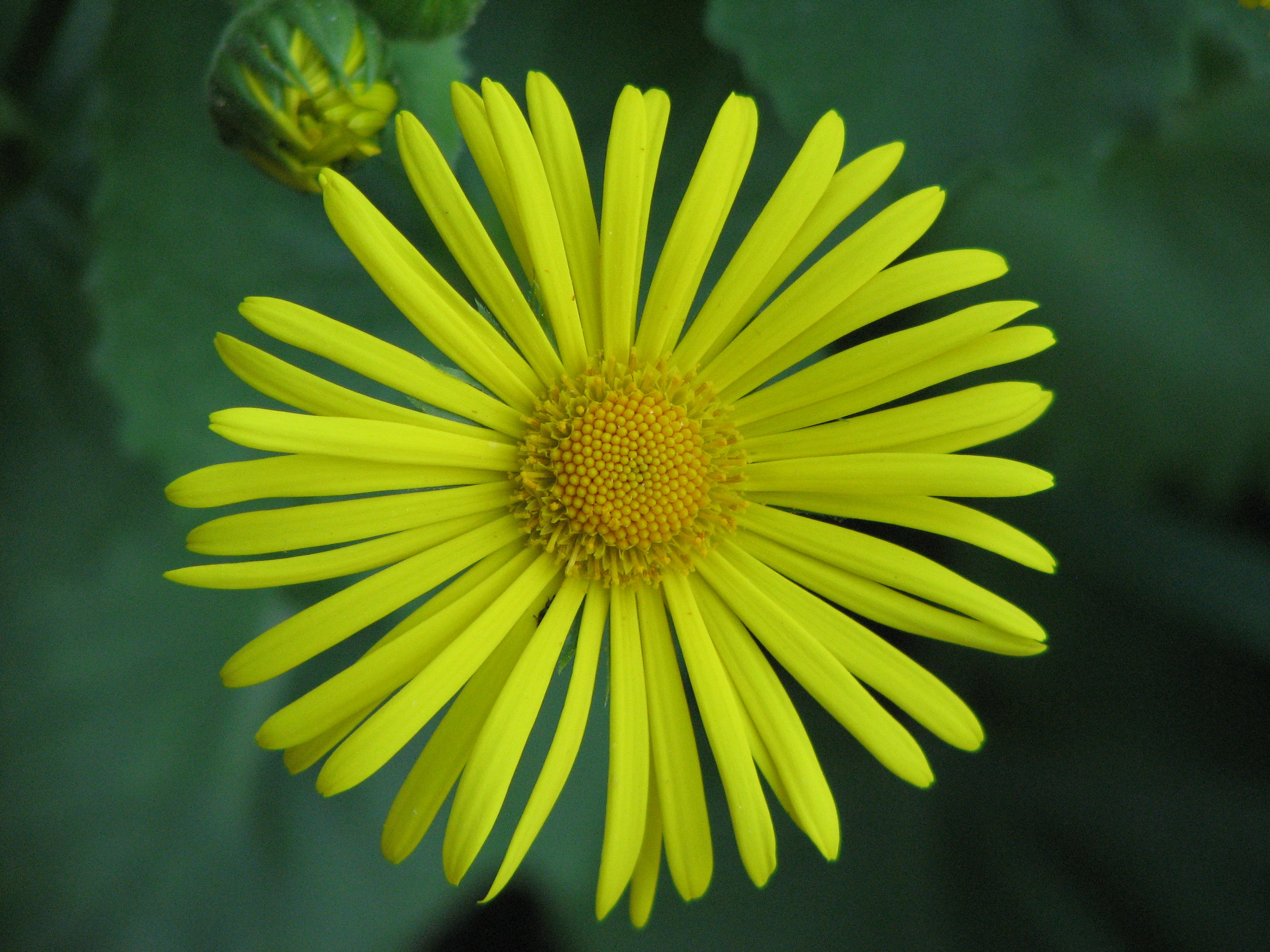
Květní úbor